# شهرستان ناساو (فلوریدا)
شهرستان ناساو، فلوریدا (به انگلیسی: Nassau County, Florida) یک سکونتگاه مسکونی در ایالات متحده آمریکا است که در فلوریدا واقع شده‌است.

## خصوصیات
شهرستان ناساو ۱٬۸۸۰٫۳۴ کیلومترمربع مساحت دارد.